# Tatort: Züri brännt
Züri brännt ist ein Fernsehfilm aus der Krimireihe Tatort. Der erste gemeinsame Fall des Schweizer Tatort-Teams Grandjean und Ott wurde am 18. Oktober 2020 im SRF 1, im Ersten und auf ORF 2 ausgestrahlt. Premiere war am 29. September 2020 beim 16. Zurich Film Festival.

## Handlung
Am Zürichsee wird eine Brandleiche mit Kopfschusswunde gefunden. Im Nacken trägt sie ein buddhistisches Schutz-Tattoo. Isabelle Grandjean und ihre neue Kollegin, die Profilerin Tessa Ott, ermitteln. Der Psychologe einer Drogenberatungsstelle identifiziert den Toten als Akuma, der seit einigen Wochen in Zürich wohnte und die letzten Jahre in Laos verbracht hatte. Er war an Lungenkrebs erkrankt und hatte nicht mehr lange zu leben. Offensichtlich ist er deshalb in die Schweiz zurückgekommen, um reinen Tisch mit seiner Vergangenheit zu machen.
Auf einer Feier zur Verleihung der Ehrendoktorwürde an den Leiter der Kriminalpolizei Peter Herzog wird diesem von einem Kurier ein Paket mit einem Totenschädel zugestellt. Mit neuesten wissenschaftlichen Methoden, wodurch es möglich ist, das Gesicht eines Toten anhand der Schädelknochen zu rekonstruieren, identifiziert Grandjean den Schädel als den einer etwa 20-jährigen Frau. Das digital rekonstruierte Gesicht passt zu der seit 1980 vermissten Polizistin Eva Baumann, die verdeckt in der Jugendszene ermittelt hatte. Nach einer Polizeirazzia bei den damaligen Jugendunruhen in der Schweiz war sie nie wieder aufgetaucht. Ott kann die Ungewissheit über das Schicksal von Eva Baumann beenden, nachdem sie durch den Hinweis einer Bekannten Akumas einen Sarkophag entdeckt, in dem das restliche Skelett liegt.
Eine biometrische Untersuchung zeigt, dass Akuma der frühere Polizist Hans-Peter Koller ist. Dieser war an vielen Razzien zusammen mit Peter Herzog eingesetzt worden. Herzog berichtet den Ermittlerinnen, wie brutal diese Zeit der Razzien war. Neben ihm war seinerzeit ein Kollege mit Kreislaufproblemen zusammengebrochen, und weil der Rettungswagen aufgrund der vielen Demonstranten nicht durchkam, war er gestorben. Dies war einer der vielen Gründe, weshalb sie hart gegen die Unruhestifter vorgegangen waren. Es gab zu diesem Zweck sogar eine Spezialeinheit, der Herzog und Koller angehört hatten. Eva Baumann wollte diese Polizeigewalt öffentlich machen, weshalb sie letztendlich sterben musste.
Peter Herzog gerät nun unter Verdacht, Koller ermordet zu haben. Um von sich abzulenken, platziert er persönliche Gegenstände aus Kollers Wohnung in der des Bruders von Eva Baumann. Er ermordet ihn mit der Tatwaffe des Akumamordes und täuscht einen Suizid von Baumann vor. Grandjean und Ott sind überzeugt, dass Koller und Herzog gemeinsam Baumann 1980 erschlagen haben und dass Herzog Koller jetzt ermordet hat, um eine Aufdeckung zu verhindern. Sie können dies aber nicht beweisen. Grandjean ist überzeugt, dass Herzog irgendwo einen Fehler gemacht hat und dass sie diesen Fehler finden wird. Dies sagt sie Herzog ins Gesicht. In der Nacht fährt Herzog zur Fundstelle der Leiche am Zürichsee und richtet sich selbst.

## Hintergrund
Der Film wurde vom 19. November 2019 bis zum 31. Januar 2020 in Zürich gedreht. Hintergrund sind die Jugendunruhen in der Schweiz in den 1980er-Jahren. Diese werden eingangs der Episode mit Archivmaterial in Szene gesetzt. Namensgebend für die Episode ist der gleichnamige Titel Züri brännt der Schweizer Band TNT, der zugleich als bekanntester Punk-Song der Schweiz gilt und das Intro musikalisch untermalt. Weiter wurde Die Zauberflöte (Akt 2, No. 14, Aria: Der Hölle Rache Kocht In Meinem Herzen) von Wolfgang Amadeus Mozart in der Fassung von La Petite Bande verwendet. In der Szene, die einen Soundcheck zeigt, wird ein Cover des Titels Der Kommissar des österreichischen Musikers Falco aus dem Jahr 1981 angesungen. Kommissarin Tessa Ott trägt unmittelbar vor dem Abspann den Text des Liedes I han es Zündhölzli azündt von Mani Matter vor.
Mehrfach wird das autobiografische Buch Mars von Fritz Zorn gezeigt, das ein Kultbuch der damaligen Jugendunruhen war.
Mit der Neuen Zürcher Zeitung und dem Globus am Bellevue wurde eine Kulisse gewählt, die durch den Globuskrawall thematisch zur Episode passt. Das Verlagshaus wird in der Folge als Neuer Zürcher Anzeiger betitelt, dessen grosse blauen Buchstaben NZA auf dem Renaissance Zürich Tower Hotel zu sehen sind. Die Innenaufnahmen erfolgten indes in einem Gebäude des Schweizer Radio und Fernsehen. Die Dreharbeiten, die die Polizeihauptwache zeigen, fanden an der kantonalen Finanzdirektion am Walcheplatz statt.

## Fehler
Kommissarin Isabelle Grandjean trägt ihr Schulterholster konsequent verkehrt herum, sodass sie ihre Waffe im Bedarfsfall nur durch Ausziehen des Holsters oder durch umständliche Verrenkungen ziehen könnte.

## Rezeption

### Kritiken
Jean-Claude Galli meinte auf blick.ch, dass die Zürcher Jugendunruhen nicht nur für Deutsche und Österreicher sehr weit weg wären. Und statt der nötigen Liebe zu den Hauptfiguren würden Effekthascherei und Übermut triumphieren. Der Fall sei hoch politisch und ziemlich kompliziert, eine brutale Szene würde übers Ziel hinausschiessen und wie eine moralische Abrechnung mit der Polizei wirken. Andreas Galonska lobte in der Rhein-Zeitung das abwechslungsreiche und sehr überzeugende Spiel von Carol Schuler und Anna Pieri Zuercher; leider hätten es die beiden aber «mit einer durchsichtigen und klischeehaften Geschichte» zu tun, bei der die Spannung ins Hintertreffen gerate.
Christian Buß vergab bei Spiegel online acht von zehn möglichen Punkten und lobte, wie gekonnt in dem Film die Stimmung der frühen Achtziger in die Gegenwart der alt gewordenen Charaktere geholt werde. Der Film-Dienst vergab drei von fünf möglichen Sternen und beurteilte den Film als zwar «mitunter bemüht» wirkend, aber «Dank überzeugender Darstellerinnen und gut getroffener Atmosphäre» als einen dennoch interessanten Neuansatz.
Susanne Poitz von den Westfälischen Nachrichten bemängelte die fehlende Ausarbeitung der zwischenmenschlichen Beziehung der beiden neuen Ermittler, da «ein wenig zu viel Wert auf die Polizeiarbeit gelegt» wurde, «denn die beiden Frauen waren […] hauptsächlich allein unterwegs, und die wenigen Interaktionen beschränkten sich auf die kalte Schulter sowie gegen Ende eine hitzige Debatte, die in persönliche Beleidigungen abdriftete». Der Vorgesetzte Peter Herzog sei «als Figur wesentlich besser ausgeleuchtet». «Zwar rauften sich Ott und Grandjean pünktlich zum Ende zusammen» und auch ein «bemühter Beginn» stimme versöhnlich, doch bliebe «noch viel Luft nach oben».

### Einschaltquote
Die Erstausstrahlung von Züri brännt am 18. Oktober 2020 wurde in Deutschland von 7,45 Millionen Zuschauern gesehen und erreichte einen Marktanteil von 21,6 %, keine andere Ausstrahlung konnte an diesem Tag mehr Zuschauer erreichen. Bei den 14- bis 49-Jährigen erreichte die Folge 1,63 Millionen Zuschauer, der Marktanteil belief sich auf 15,9 Prozent.